# Галерея современного искусства (Любляна)
Галерея современного искусства в Любляне (словен. Moderna galerija, MG) — художественная галерея в словенском городе Любляна, созданная в 1948 году; в ноябре 2011 года, после завершения ремонтных работ в новом помещении в культурном квартале на Метелкова, стала частью Музея современного искусства, получившего сокращённое название «MG + MSUM»; по состоянию на 2009 год, в коллекции галереи было 502 скульптуры, 1301 картина, 3079 гравюр как словенских, так и иностранных художников — кроме того, 11 069 рисунков и около 2000 фотографий также входили в собрание.

## История и описание
Инициатива по созданию в Любляне национального музея и выставочной площадки, посвященной современному искусству — независимой от Национальной галереи — принадлежала искусствоведу и критику Изидору Канкару, озвучившему её в 1930-х годах. Строительство здания для нового музея финансировалось из наследства промышленника Драготина Хрибара.
Новое музейное здание было спроектировано в тех же, 1930-х, годах словенским архитектором Эдвардом Равникаром (1907—1993). Проект был создан после «тщательного рассмотрения» потребностей и функций музейного здания для современного искусства: Равникар задумал «нейтральное» здание — в рамках концепции «белый куб» — в котором выставочные пространства были бы равны. В то время как центральный зал являлся единственным помещением, из которого был доступ к другим комнатам, остальные залы позволяли независимо размещать в них различные временных выставки и постоянные коллекции экспонатов. Архитектурные решения принимались под заметным влияние Йоже Плечника, учителя Равникара — что особенно заметно по фасаду и окнам; рациональные и функциональные элементы всего проекта имели свои корни в архитектуре модернизма, свойственной проектам Ле Корбюзье — под руководством которого Равникар работал в течение недолгого времени, в 1939 году.
Строительные работы были почти завершенные к 1941 году; они были остановлены в самом начале войны — и незаконченное здание служило военным складом вплоть до 1945 года. Работы были возобновлены после окончания войны; «Moderna galerija» была официально учреждена постановлением правительства уже Народной Республики Словении от 30 декабря 1947 года; постановление формально вступило в силу 3 января 1948 года. Первым директором галереи стал художник Годжмир Антон Кос, занимавший данный пост с 1948 по 1949 год; его сменил Карела Добида, возглавлявший галерею да 1957 года. Фактическим руководителем музея с момента создания был Зоран Кржишник — он формально занял пост директора в 1957 году и возглавлял галерею вплоть до 1986 года. Затем директорами являлись Юре Микуж (1986–1992) и Зденка Бадовинацen (1993–2021).
Активная выставочная деятельность началась в галерее сразу после её основания; в 1951 году открылась первая постоянная выставка, представляющая посетителям словенское искусство — от импрессионизма вплоть до 1950 года. Постепенно «Moderna galerija» стала известна своей выставочной деятельностью — целый ряд её проектов оказал заметное влияние на развитие словенского искусства. В частности, в залах галереи прошла выставка словенского импрессионизма (1949), выставка произведений Рико Дебеняка и Стейна Крегара (абстрактное искусство, 1953), выставка Генри Мура (1955), групповые выставки авангарда (1968 и 1969). В 1979 году здесь состоялась важная историческая выставка словенского искусства с 1945 по 1978 год.
В социалистические времена вся концепция галереи «не совсем подходила» к доминирующей — то есть западно-европейской и американской — парадигме для музея современного искусства; галерея в Любляне пыталась следовать примеру западных коллег «в рамках своих возможностей». Хотя галерея следовала канонам модернизма с точки зрения архитектуры и моделей представления искусства — она всё же использовала их в качестве «средства уклонения» от идеологического давления. Последующие исследователи отмечали, что именно формализм модернизма с его яркой нейтральностью и отсутствием интереса к текущим социальным проблемам в конечном итоге стал вполне подходящим художественным стилем для властей того времени — не вызывая явного отторжения и не приводя к открытым конфликтам.
Вплоть до периода распада бывшей Югославии галерея систематически занималась коллекционированием произведений словенских художников; её выставочная политика также была направлена, в первую очередь, на представление «словенской художественной продукции». Исключением стала Международная биеннале графики, проходившая в 1955 году; в 1985 году его организация была передана Международному графического искусства, который в то же время стал независимым культурным учреждением страны.
После обретения Словенией независимости, в 1991 году, галерея в Любляне стала основным национальным институтом по актуальному и современному искусству; её руководство всё более активно налаживало связи с международными институтами — в частности, в Центральной и Восточной Европе. Одним из результатов этой деятельности стала международная коллекция «Arteast 2000», созданная в 2000 году.
В связи с масштабным капитальным ремонтом здания галерея была закрыта в 2007 году; обновление здание проводилось по проекту архитектурной фирмой «Bevk Perović arhitekti», ставшему победителем в открытом тендере. Ремонтные работы были завершены к осени 2009 года. Здание, являющееся памятником архитектуры, сохранило все свои ключевые особенности — серьезные изменения произошли только в его подвале, в котором разместились современные складские помещения и фотостудия; тут же появились и два новых пространства для посетителей — зрительный зал и кафе.
Из-за нехватки площадей руководство галереи ещё в 1995 году обратилось в министерство культуры Республики Словении с просьбой предоставить еще одно здание: интерес музейных работников вызвало одно из зданий, располагавшееся в казармах бывшей югославской народной армии на улице Метелькова. В 2000 году, еще до реконструкции основного корпуса, там была представлена коллекция «Arteast 2000» — сегодня в нём расположен Музей современного искусства Метелькова. Музей современного искусства в квартале Метелькова был открыт в конце ноября 2011 года; сегодня галерея и музей являются формально единой организацией, но ведут разную выставочную политику. Старый корпус в большей мере специализируется на словенском модернизме, в то время как в новых помещениях проходит больше событий, связанных с международным постмодернизмом.
Так в период с апреля по сентябрь 2017 года в помещениях галереи проходила временная групповая выставка «The heritage of 1989 : case study : the second Yugoslav documents exhibition» (Dediščina 1989 : študijski primer : druga razstava Jugoslovanski dokumenti), посвящённая югославскому художественному наследию: помимо произведений искусства, созданных более чем двумя десятками авторов, на выставке были представлены и исторические документы периода 1980-х годов, предшествовавшего распаду Югославии.